# Lorglumid
Lorglumid (CR-1409) je lek koji inhibira gastrointestinalnu motilnost i redukuje želudačnu sekreciju. On deluje kao holecistokininski antagonist, koji je u znatnoj meri selektivan za  tip receptora. Smatralo se da on može da služi kao potencijalni lek za niz gastrointestinalnih problema, među kojima su čir na dvanaestopalačnom crevu, upalna bolest creva, dispepsija, konstipacija i pankreatitis, kao i neke forme raka, ali su ispitivanja na životinjama i ljudima proizvela nedosledne rezultate i jasna terapeutska uloga nije uspostavljena. On je u širokoj upotrebi u naučnim istraživanjima.